# Lotan, Nykarleby
Lotan är en ö i Finland. Den ligger i Bottenviken eller Norra kvarken och i kommunen Nykarleby i den ekonomiska regionen  Jakobstadsregionen i landskapet Österbotten, i den västra delen av landet. Ön ligger omkring 54 kilometer nordöst om Vasa och omkring 390 kilometer norr om Helsingfors.
Öns area är 10,5 hektar och dess största längd är 0,8 kilometer i nord-sydlig riktning. I omgivningarna runt Lotan växer i huvudsak blandskog.